# Обернена задача
Обернена задача — тип задач в багатьох розділах науки, коли параметри моделі потрібно визначити зі спостережень. Наприклад, формування зображення в комп'ютерній томографії.
Найбільш вивченими є лінійні обернені задачі в функціональному аналіз, де потрібно визначити параметри лінійного оператора.

## Історія
Першим прикладом розв'язаної оберненої задачі є відкриття Нептуна зі спостережень за спотворенням траекторії руху Урана. 
Герман Вейль в 1911 сформулював задачу «чи можна почути форму барабана».
В теорії ймовірностей існує проблема моментів — знаходження функції розподілу за відомими числами її моменті.

## Міжнародні наукові журнали
- Inverse Problems
- Journal of Inverse and Ill-posed Problems
- Inverse Problems in Science and Engineering
- Inverse Problems and Imaging